# Kościół Świętej Trójcy w Genthinie
Kościół Świętej Trójcy – protestancka świątynia parafialna w niemieckim mieście Genthin.

## Historia
Obecny budynek kościoła wzniesiono w latach 1707-1722 według projektu Georga Preussera z Magdeburga, na miejscu wcześniejszej, kamiennej, romańskiej świątyni, którą zdecydowano się zburzyć ze względu na zły stan konstrukcyjny obiektu. W 1772 dobudowano wieżę, a w 1798 zainstalowano organy, które wymieniono w 1913.

## Architektura i wyposażenie
Świątynia barokowa, trójnawowa, posiada układ halowy. Od zachodu dobudowana jest wieża, nakryta cebulastym hełmem.
Na zachodniej emporze znajdują się organy z 1913 roku. Do chóru północnego przymocowana jest XVIII-wieczna ambona, a w prezbiterium kościoła umiejscowiony jest drewniany ołtarz główny.